# سوکولیچی
سوکولیچی (به صربی: Sokolići) یک منطقهٔ مسکونی در صربستان است که در چاچاک واقع شده‌است. سوکولیچی ۴٫۲۹ کیلومتر مربع مساحت و ۱۶۰ نفر جمعیت دارد و ۲۲۸ متر بالاتر از سطح دریا واقع شده‌است.